# Away from Me
Away from Me è il primo singolo tratto dal secondo album studio del gruppo musicale post grunge statunitense Puddle of Mudd, intitolato Life on Display. Il frontman Wes Scantlin ha dichiarato, in un'intervista con il canale televisivo VH1, che l'ispirazione per scrivere Away from Me gli è venuta prendendo spunto dalle menzogne e dal tradimento ricevuti durante una relazione.
Il singolo è stato accompagnato da un video musicale, che è possibile trovare nel CD di Life on Display se lo si inserisce in un computer. La canzone è stata anche una delle più apprezzate dei Puddle of Mudd, raggiungendo la più alta posizione in classifica rispetto agli altri singoli tratti dal medesimo album. Ha raggiunto, infatti, la prima posizione nella classifica Mainstream Rock Tracks, nella quale è rimasta per tre settimane; ha inoltre raggiunto la quinta posizione nella classifica Modern Rock Tracks e la numero 72 nella Billboard Hot 100. Nel 2004, è stata inserita in una scena del popolare teen drama cult The O.C..

## Posizioni in classifica
| Classifica (2003)              | Posizione |
| ------------------------------ | --------- |
| US Hot Mainstream Rock Tracks  | 1         |
| US Billboard Alternative Songs | 5         |
| US Billboard Hot 100           | 72        |
| Official Singles Chart         | 55        |